# Unio douglasiae
Unio douglasiae е вид мида от семейство Unionidae. Видът не е застрашен от изчезване.

## Разпространение и местообитание
Разпространен е в Китай (Анхуей, Вътрешна Монголия, Джъдзян, Дзилин, Дзянси, Дзянсу, Ляонин, Пекин, Тиендзин, Фудзиен, Хайнан, Хъбей, Хъйлундзян, Хънан, Шандун, Шанси и Шанхай), Провинции в КНР, Русия (Амурска област и Магадан), Северна Корея, Тайван, Южна Корея и Япония.
Обитава сладководни басейни, реки и потоци.